# Список ресторанов Ванкувера, отмеченных звёздами «Мишлен»

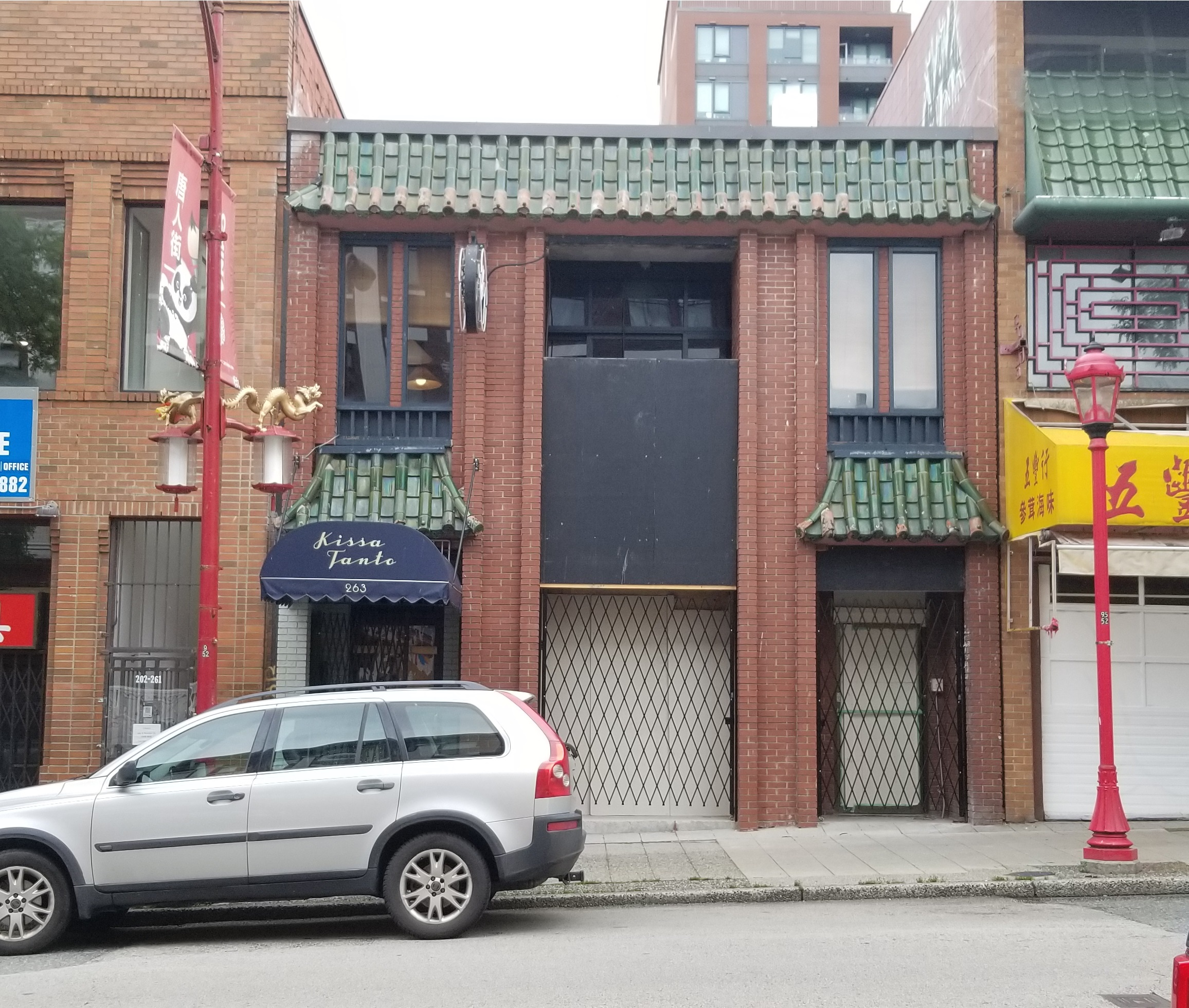
Фасад Kissa Tanto

Список ресторанов Ванкувера, отмеченных звёздами «Мишлен» — полный перечень ресторанов Ванкувера, которые были отмечены звёздами в Красном гиде «Мишлен». Первый гид «Мишлен» по Ванкуверу впервые был выпущен 27 октября 2022 года. Гид финансируется Destination Vancouver по соглашению сроком на 5 лет. Ванкувер является одним из трёх городов Канады для которых были выпущены гиды «Мишлен», наряду с Торонто (который также получил первый гид в 2022 году) и Квебеком (где первый гид появится в 2025 году).
Красный гид «Мишлен» — это наиболее известный и влиятельный из ресторанных рейтингов, выпускается с 1900 года. В 1926 году гид начал присуждать звёзды ресторанам за выдающуюся кулинарию — изначально звезда была только одна, но в начале 1930-х годов в иерархии появились две и три звезды. Одна звезда свидетельствует о высококлассных блюдах, достойных посещения ресторана.
По данным справочника 2024 года, в Ванкувере насчитывается 10 ресторанов, имеющих рейтинг Мишлен, все они получили одну звезду.

## Список
| Название                           | Категория                | Район                    | 2022 | 2023 | 2024 |
| ---------------------------------- | ------------------------ | ------------------------ | ---- | ---- | ---- |
| AnnaLena                           | Новая американская кухня | Китзилано                |      |      |      |
| Barbara                            | Новая американская кухня | Даунтаун Истсайд         |      |      |      |
| Burdock & Co                       | Новая американская кухня | Маунт Плезант            |      |      |      |
| iDen & QuanJuDe Beijing Duck House | Китайская кухня          | Маунт Плезант            |      |      |      |
| Kissa Tanto                        | Морепродукты Фьюжн       | Даунтаун Истсайд         |      |      |      |
| Masayoshi                          | Японская кухня           | Кенсингтон-Сидар Коттедж |      |      |      |
| Okeya Kyujiro                      | Японская кухня           | Даунтаун                 | —    |      |      |
| Published on Main                  | Новая американская кухня | Райли-Парк               |      |      |      |
| St. Lawrence                       | Французская кухня        | Даунтаун Истсайд         |      |      |      |
| Sushi Masuda                       | Японская кухня           | Даунтаун                 | —    | —    |      |